# 瓦尔泽亚 (费尔盖拉什)
瓦尔泽亚是葡萄牙波尔图区的一个堂区。总面积2.55平方公里，总人口2412人，人口密度945.9人/平方公里。